# Galeria dels Bells Oficis
És una obra arquitectònica de Girona situada al carrer de Germans Busquets, 2. Entre 1919 i 1920 Rafael Masó i Valentí va remodelar aquest petit espai pensat per ser una galeria d'art que s'inaugurà a la tardor del 1920. Presidint el local hi ha un plafó ceràmic de sant Narcís i les mosques dibuixat per Masó i realitzat a la Gabarra.